# Avions Voisin
Ne doit pas être confondu avec Aéroplanes Voisin.
Pour les articles homonymes, voir Voisin (homonymie).
Avions Voisin ou Voisin est un constructeur automobile français de prestige, fondé en 1919 par Gabriel Voisin (après son activité de constructeur aéronautique Voisin frères de 1905, avec son frère Charles Voisin). Il fut en activité jusqu'en 1946 en France et 1958 en Espagne.

## Histoire
Après avoir fondé une des premières industries aéronautiques pionnières Voisin frères, en 1906, avec son frère Charles Voisin (décédé en 1912 à la suite d'un accident de voiture) et avoir fabriqué près de 10 000 avions civils, puis avions de la Première Guerre mondiale, pour l'effort de guerre des Alliés de la Première Guerre mondiale, Gabriel Voisin se reconvertit à la fin de la guerre, en 1918, dans l'industrie automobile (inspirée de l'aéronautique) avec cette marque de prestige Avions Voisin, pour concurrencer les marques d’élite de l'époque Bugatti, Hispano-Suiza, Isotta Fraschini, Bentley, et autres Rolls-Royce…. 

Quelques modèles emblématiques
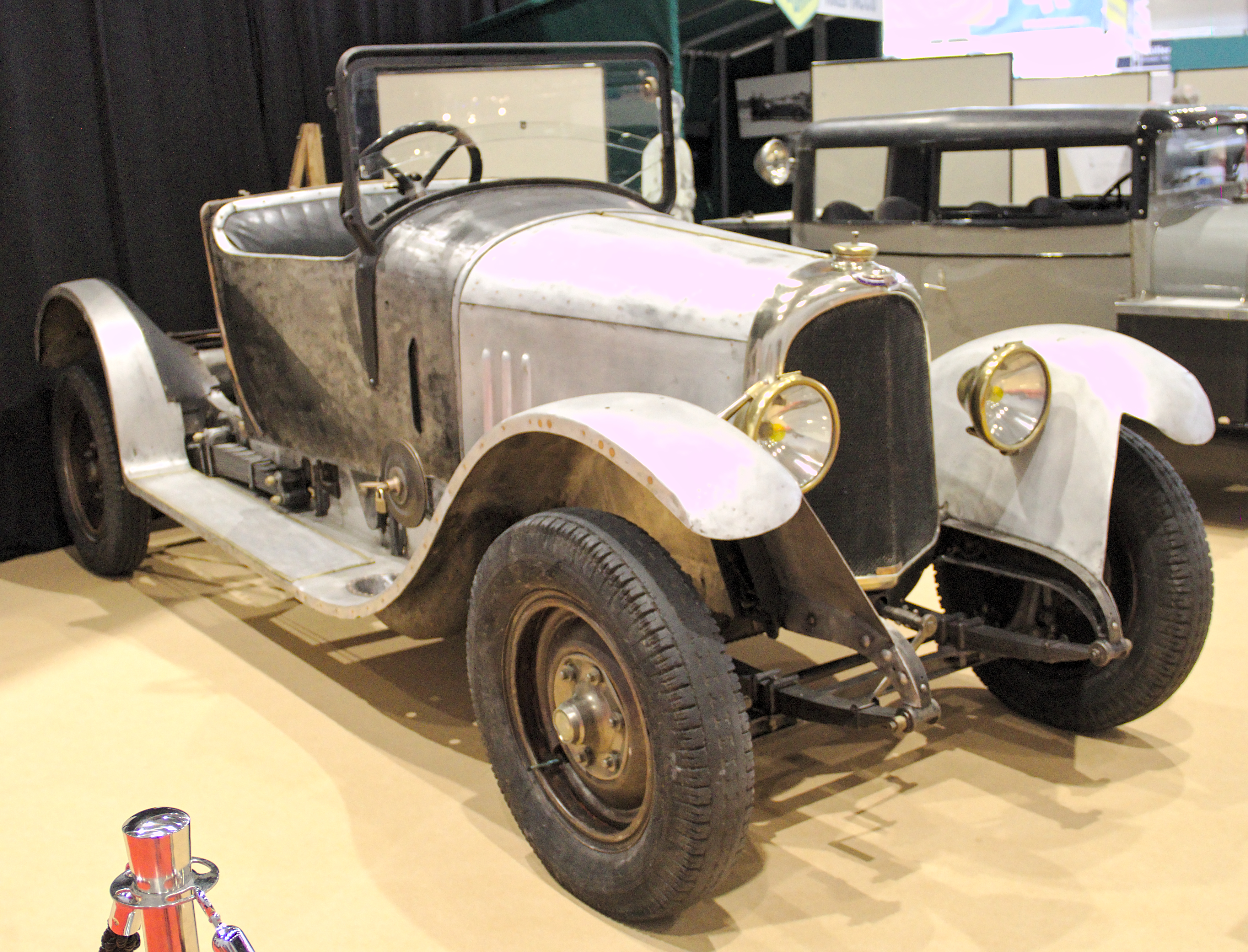
Avions Voisin C1 (1920).
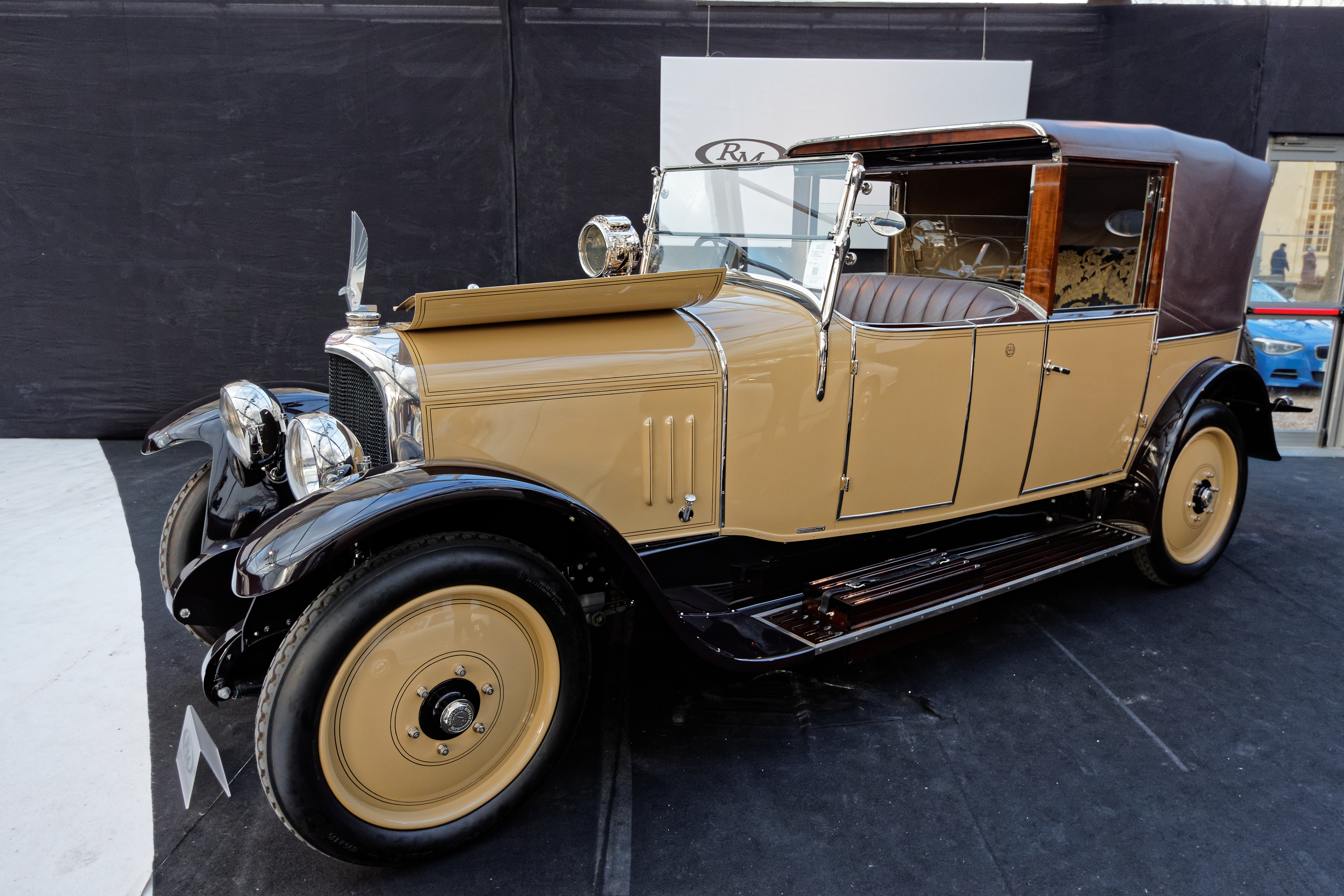
Avions Voisin C3 (1921).
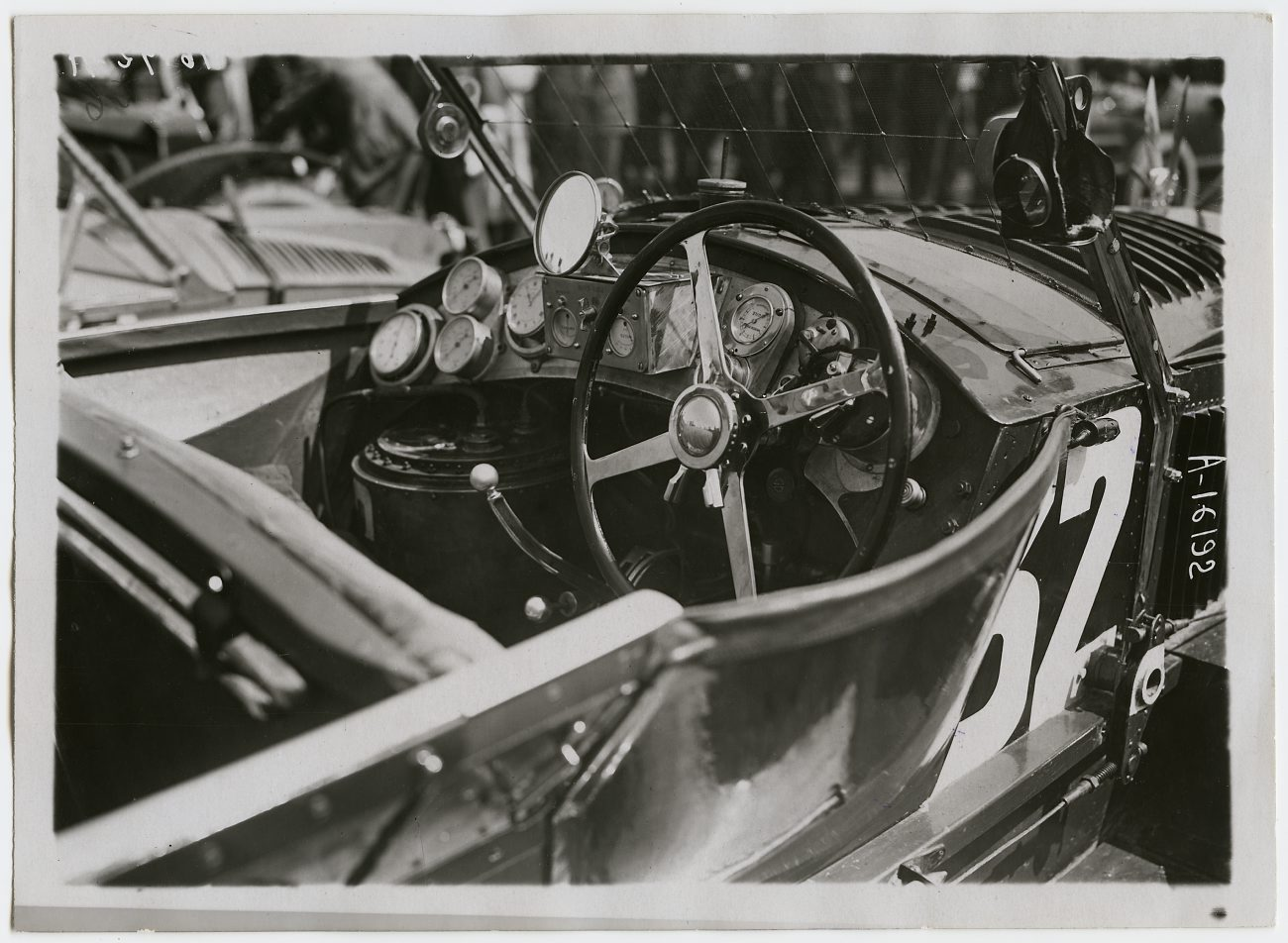
Tableau de bord d'Avions Voisin C8-C9 (1924).

Ancien étudiant des beaux-arts de Lyon et amateur de mécanique depuis son enfance, il crée des voitures de prestige avec des designs de carrosseries inspirées par son célèbre ami-client Le Corbusier et du style Streamline Moderne Art déco en vogue de l'époque, à base de matériaux légers de l’aéronautique, comme l'aluminium, motorisées par des moteurs Knight (en) sans soupapes, et produites dans son usine d'Issy-les-Moulineaux au sud-ouest de Paris,,,.
La voiture de course Voisin Laboratoire de 1923 est une des réalisations marquantes de la jeune entreprise, une des premières voitures à utiliser un châssis monocoque et une petite hélice pour actionner la pompe du circuit de refroidissement.

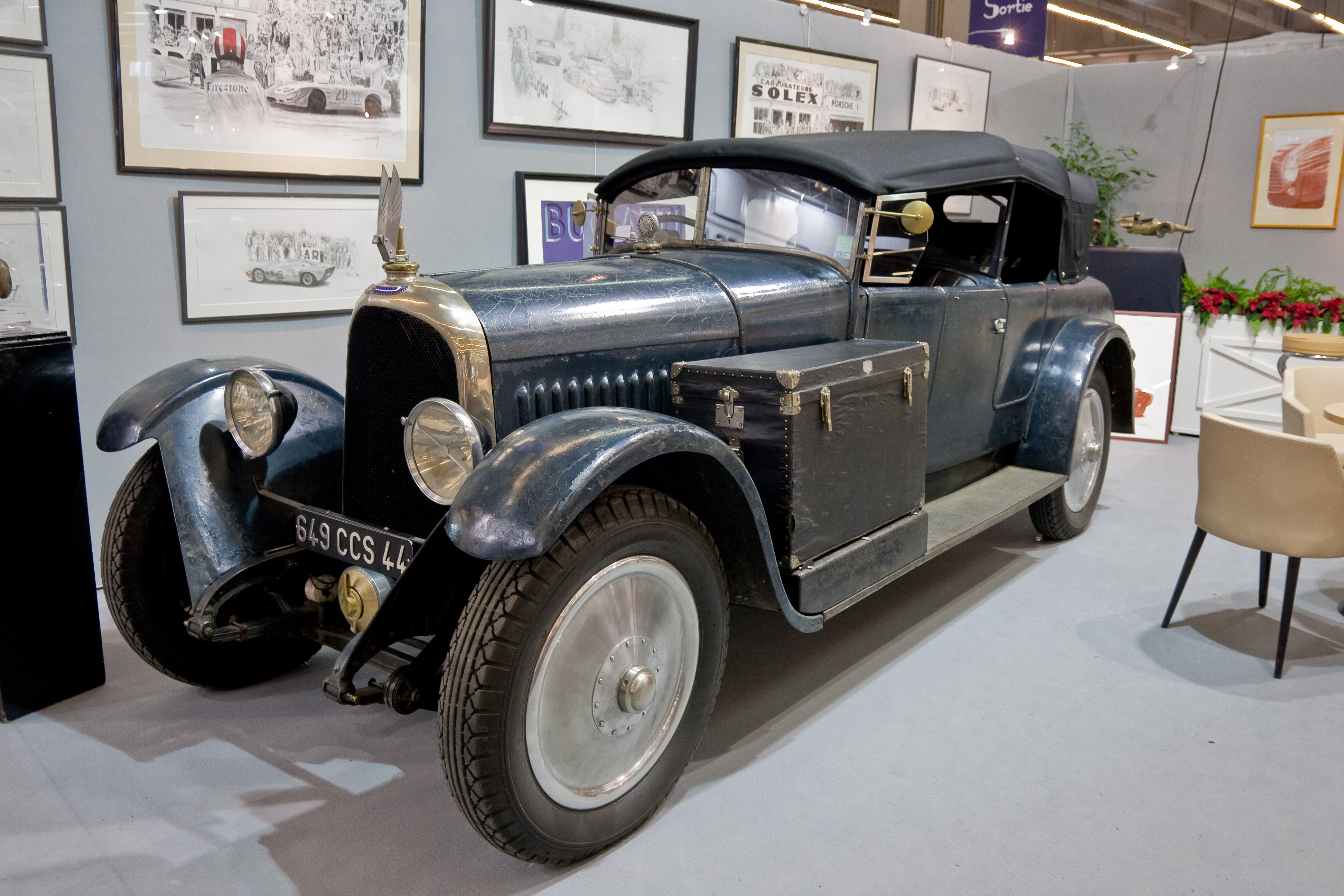
Avions Voisin C11 (1926).
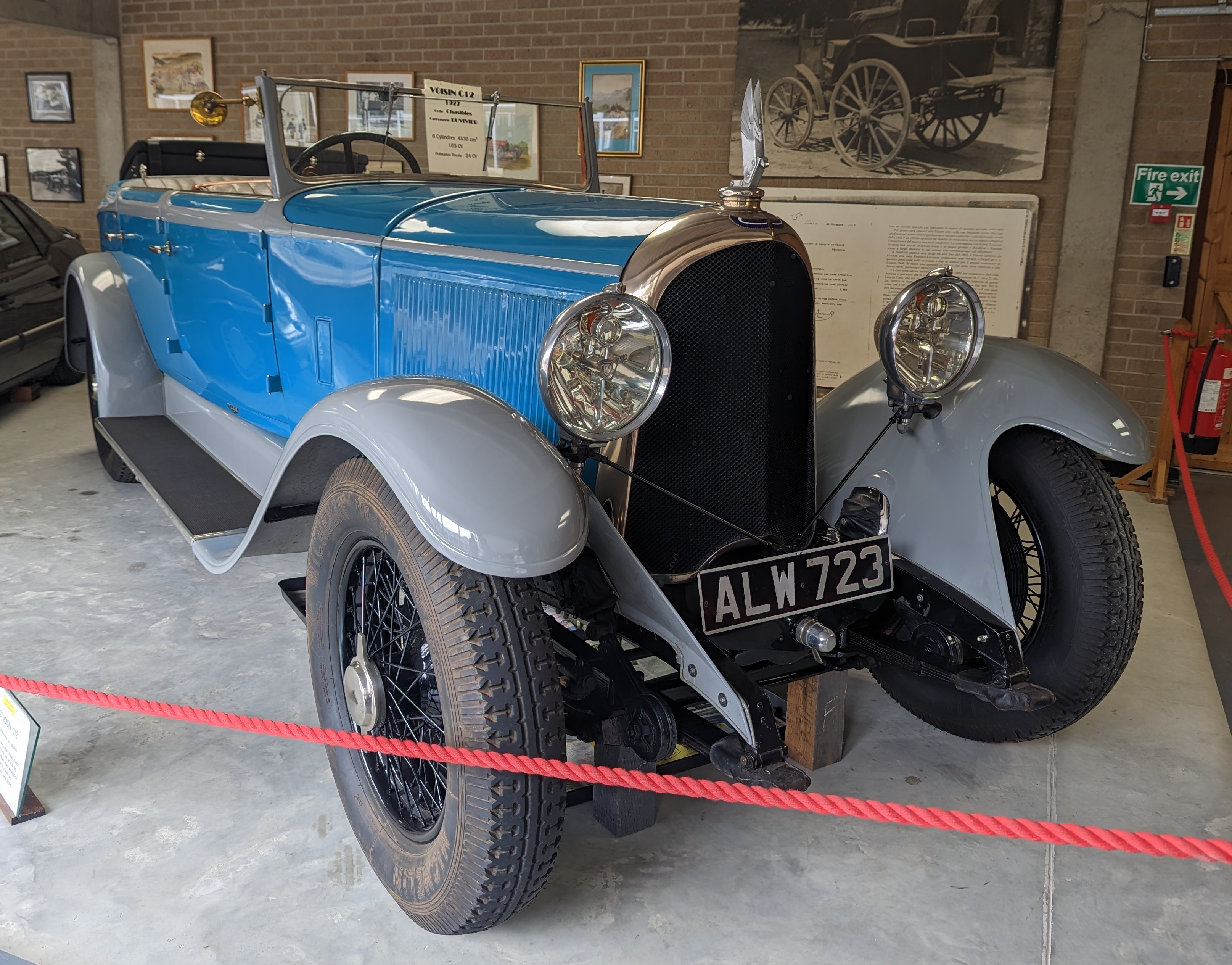
Avions Voisin C12 (1926).
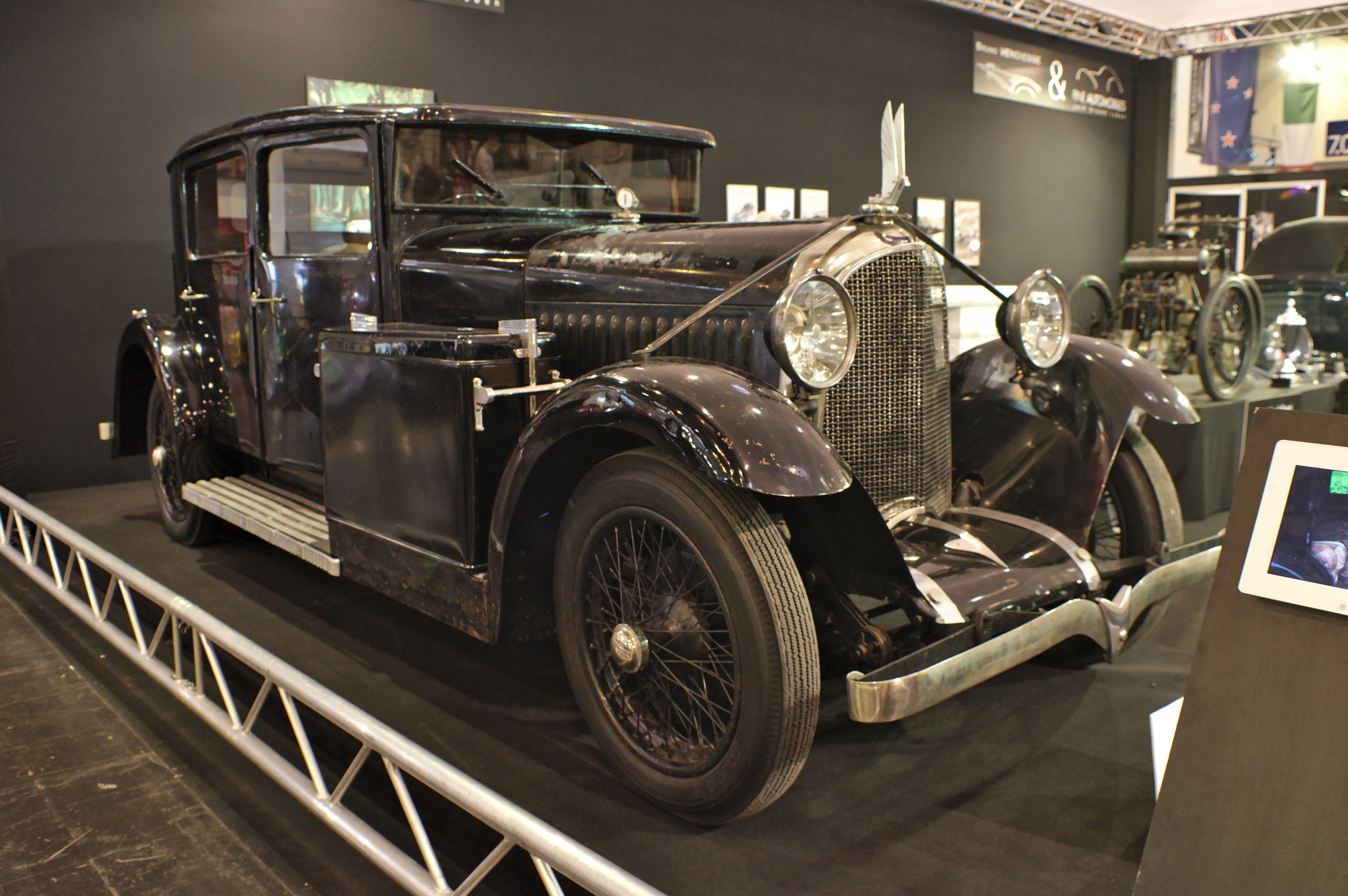
Avions Voisin C14 (1928).
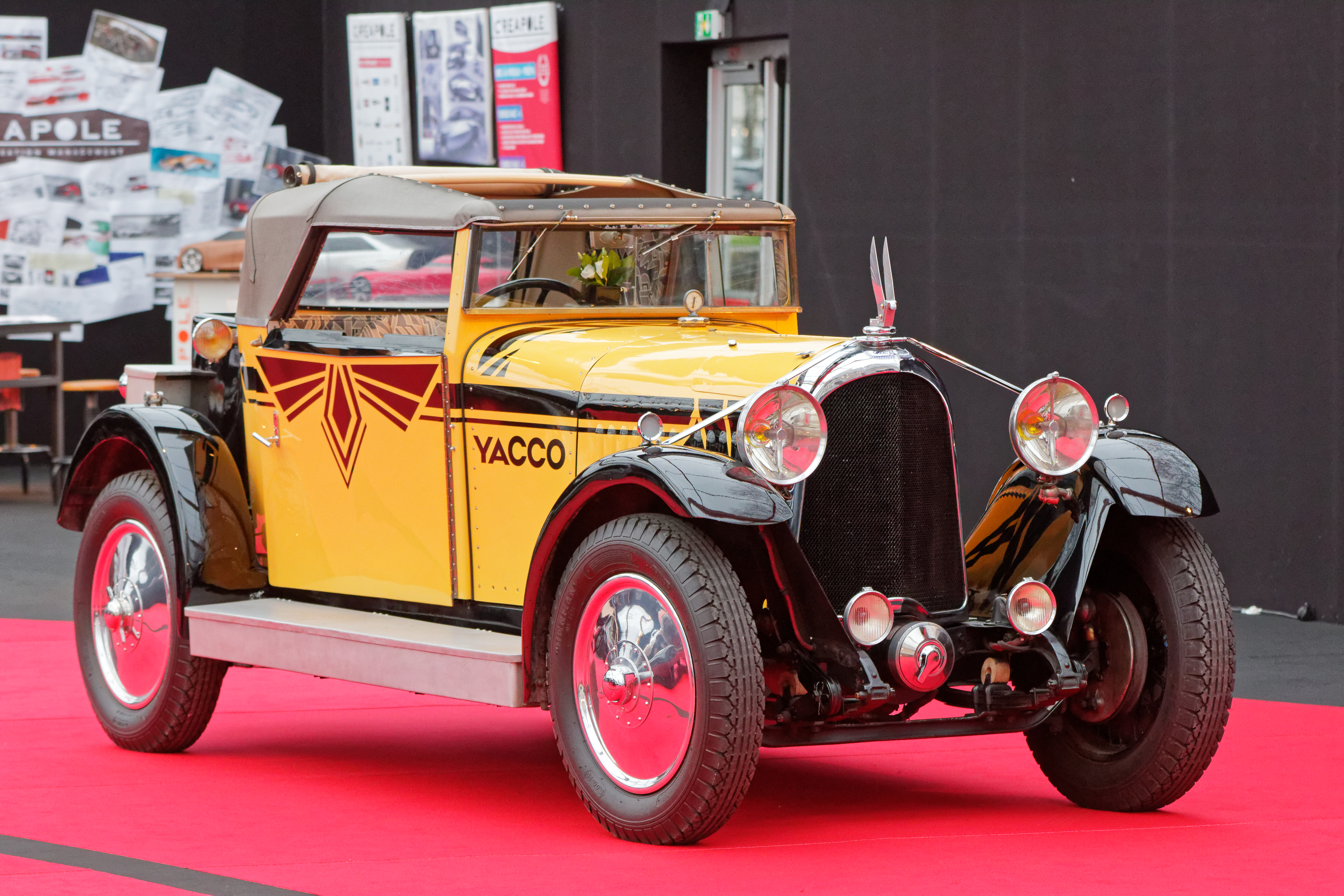
Avions Voisin C15 (1928).
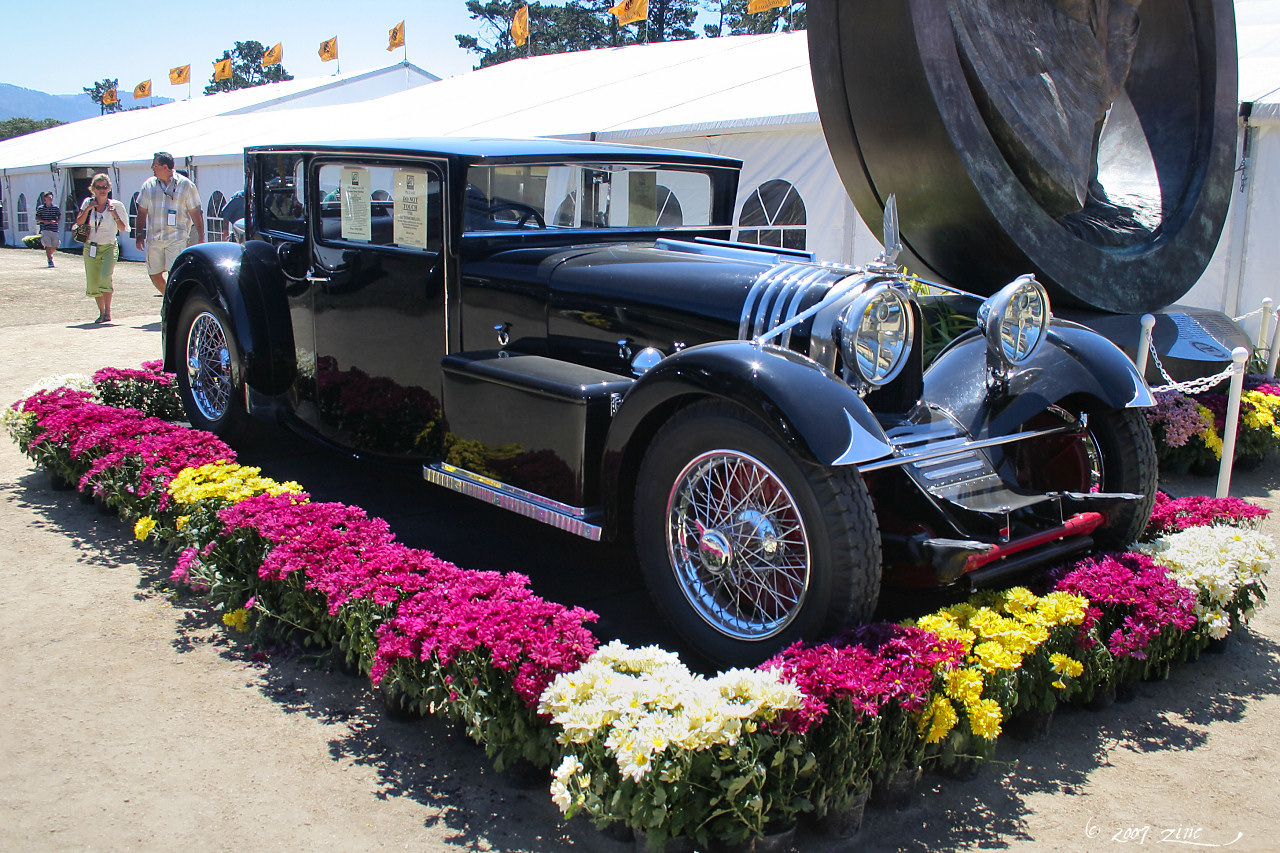
Avions Voisin C20 (1930).

Le jeune ingénieur-pilote créateur André Lefèbvre arrive 5e au Grand Prix de France 1923, sur Avions Voisin C6 Laboratoire. Il rejoint Louis Renault, puis Citroën en 1933, pour mener en particulier les trois projets révolutionnaires : Traction Avant (1934), 2 CV (1948) et DS (1955).
Les constructeurs de voitures de luxe ornaient leurs calandres d'un bouchon de radiateur en cimier décoratif. Désolé de voir ses belles Voisin servir de piédestal à des sculptures plus ou moins kitsch, Gabriel Voisin composa avec quelques lames d'aluminium qu'il riveta ensemble une « cocotte ailée » Art déco qui tranchait avec la production de l'époque et qui devint aussitôt l'emblème très reconnaissable des voitures Voisin, plus encore que son logo scarabée ailé inspiré de l'Antiquité égyptienne.

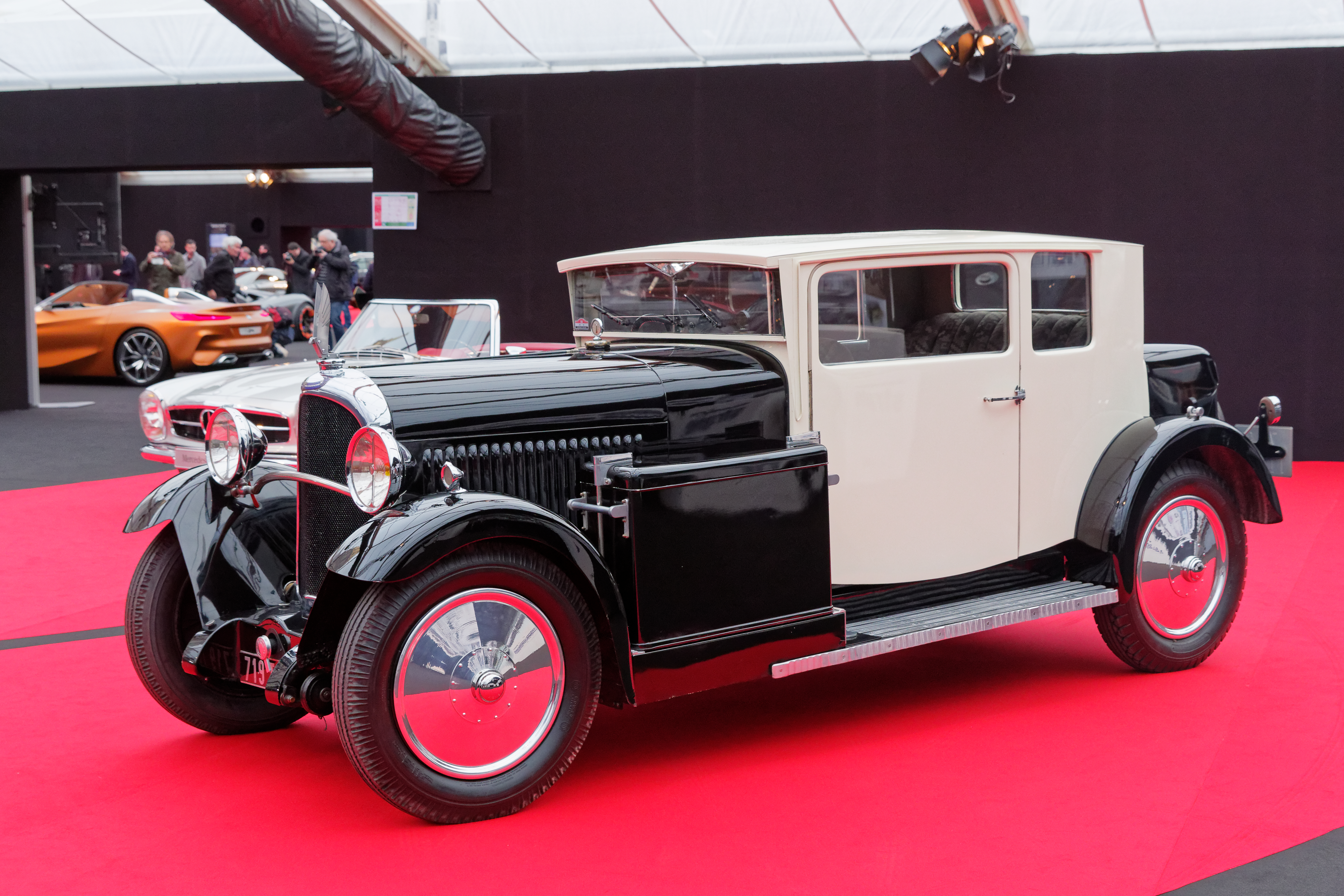
Avions Voisin C23 (1931).
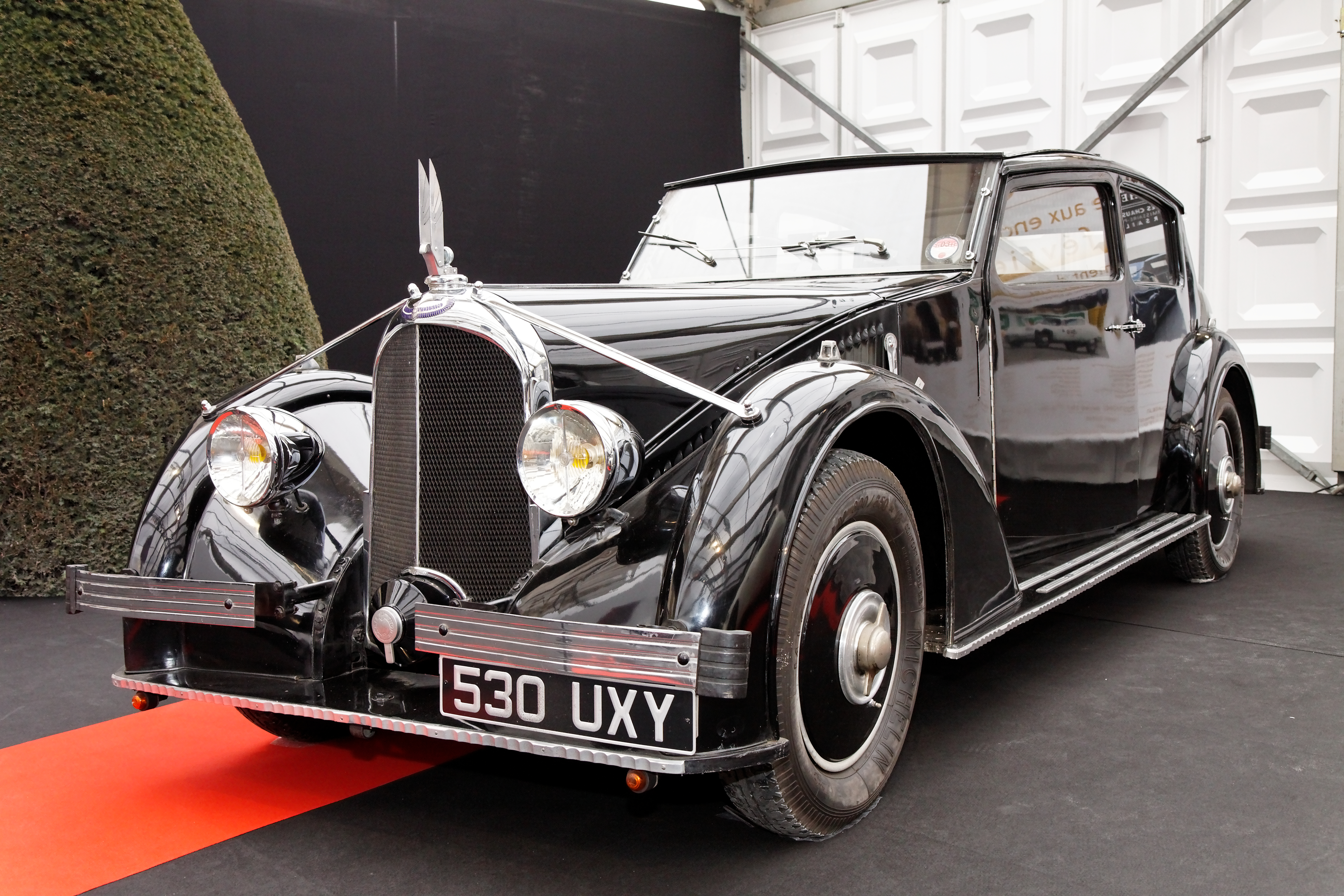
Avions Voisin C25 (1934).
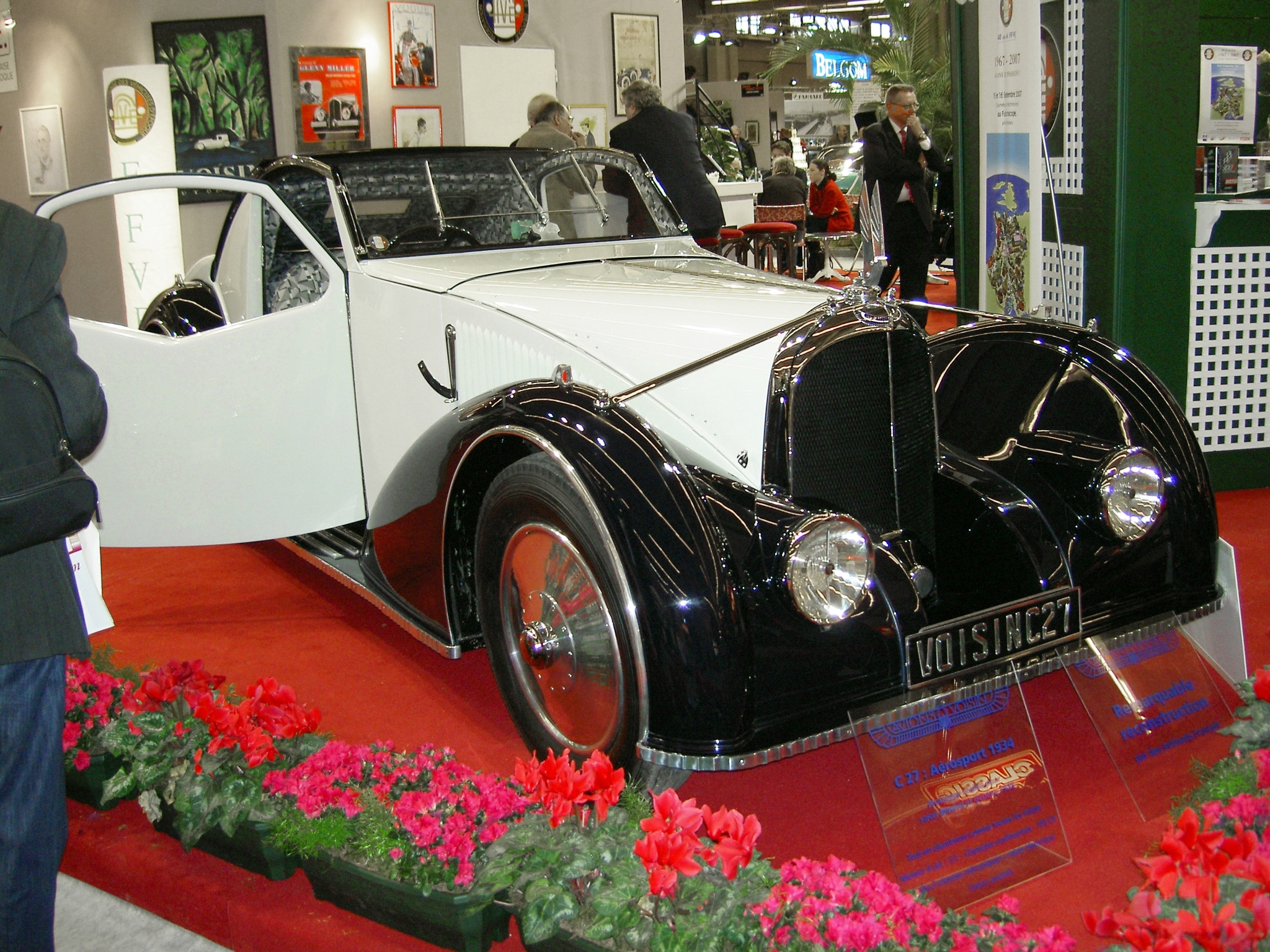
Avions Voisin C27 (1934).
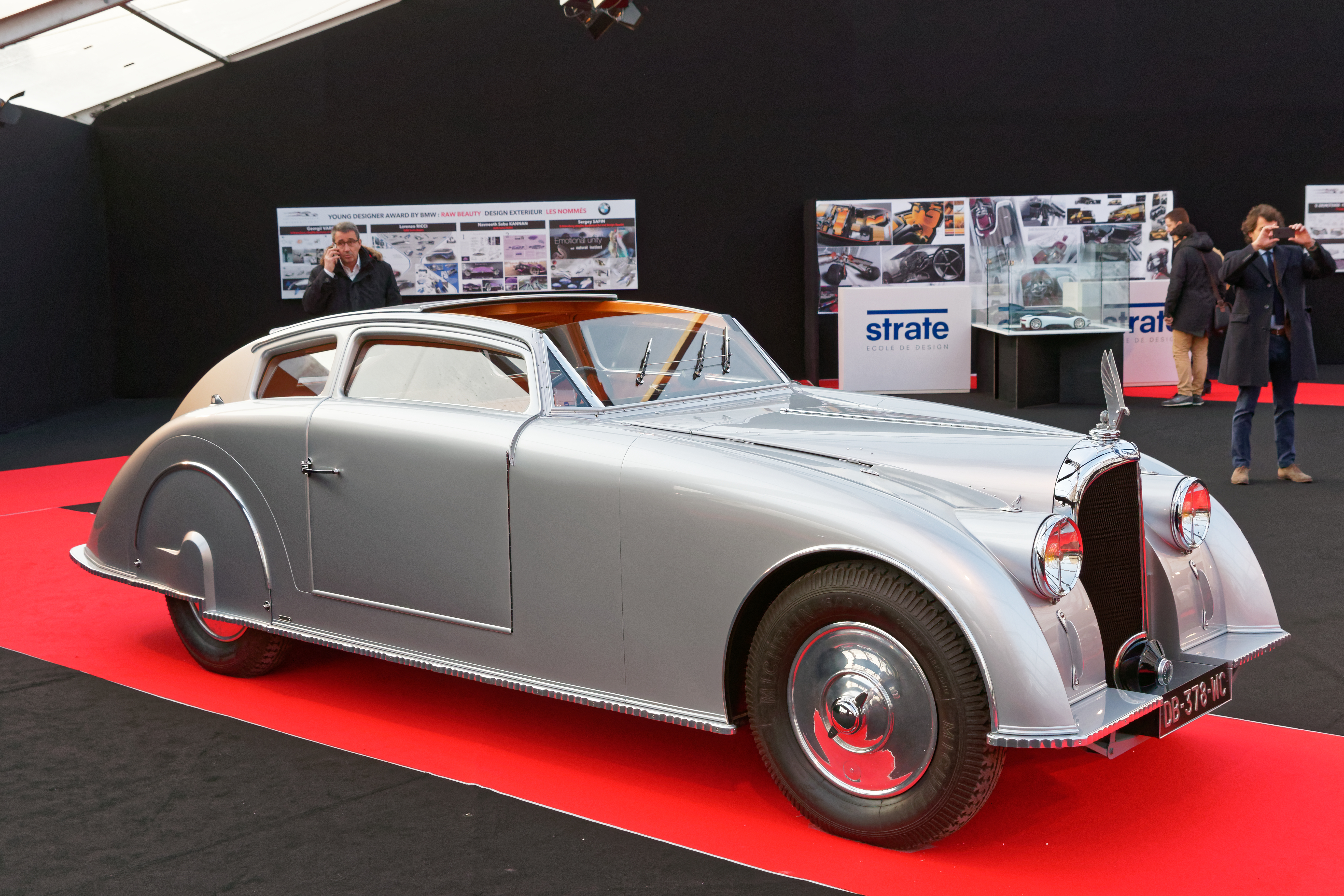
Avions Voisin C28 (1935).
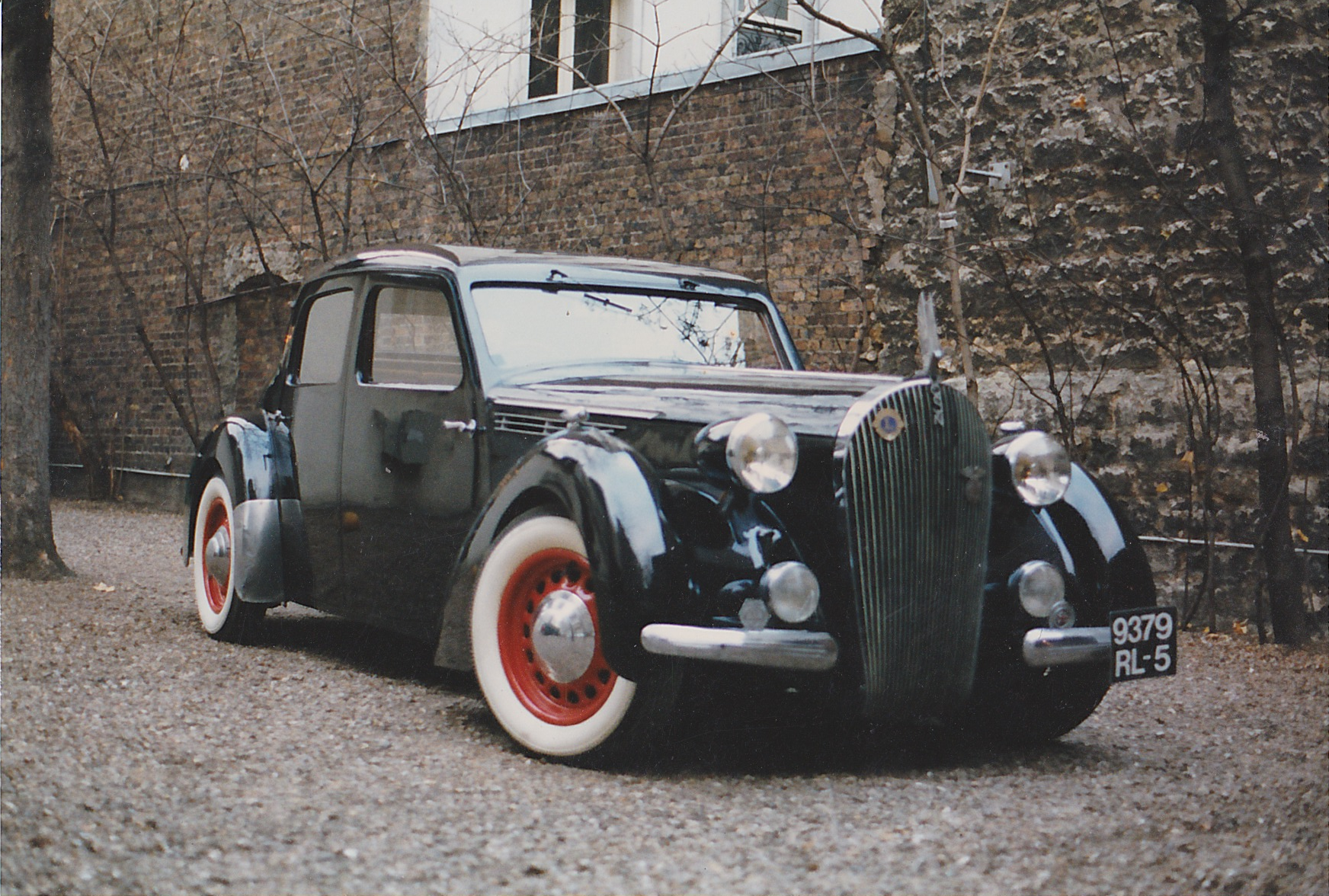
Avions Voisin C30 (1938).

Charles Voisin cesse sa production automobile peu avant la guerre, à la suite des difficultés économiques de la Grande Dépression des années 1930. Sa division de sous-traitance aéronautique fut absorbée en 1945 par la Snecma, avec la nationalisation des entreprises liées au secteur aéronautique d'après-guerre. Gabriel Voisin maintint cependant son bureau d'études automobile mais ne fut pas agréé par les autorités françaises et n'obtint d'elles ni autorisation ni fourniture de métaux alors sévèrement rationnés par l'effort de guerre. Il crée néanmoins la Biscúter (en), microcar produite en Espagne à environ 10 000 exemplaires en 1953 et 1960, avant de prendre sa retraite en 1958, à l'age de 78 ans.

## Modèles
- Avions Voisin C1 (1920/24)
- Avions Voisin C2 (1921)
- Avions Voisin C3 (1922-24)
- Avions Voisin C4 (1922-26)
- Avions Voisin C3 (1922-28)
- Avions Voisin C5 (1923-28)
- Avions Voisin C6 Laboratoire (1923)
- Avions Voisin C4 (1924-26)
- Avions Voisin C8 (1924)
- Avions Voisin C9 (1924)
- Avions Voisin C4S (1924-25)
- Avions Voisin C7 (1925-29)
- Avions Voisin C10 (1924)
- Avions Voisin C11 (1926-29)
- Avions Voisin C12 (1926-33)
- Avions Voisin des Records (1927)
- Avions Voisin C14 (1928-33)
- Avions Voisin C15 (1928-30)
- Avions Voisin C16 (1929-32)
- Avions Voisin C19 (1929)
- Avions Voisin C18 (1929-33)
- Avions Voisin C21 (1929-33)
- Avions Voisin C22 (1929-33)
- Avions Voisin C20 (1930-33)
- Avions Voisin C23 (1931-35)
- Avions Voisin C24 (1933-36)
- Avions Voisin C25 (1934)
- Avions Voisin C26 (1935)
- Avions Voisin C27 (1935)
- Avions Voisin C28 (1935-38)
- Avions Voisin C30 (1938-39)
- Voisin C31 Biscooter - Biscúter (en) (1950-58)

## Compétitions, palmarès partiel
- 1920 : Victoire de la Coupe Georges Boillot de Boulogne-sur-Mer, par Ernest Artault, sur Avions Voisin C1
- 1921 : Victoire au Grand Prix de la Consommation 1921[7]
- 1921 : Victoire de la Course de côte du Mont Ventoux, par Paul Bablot, sur Avions Voisin C3
- 1922 : Triplé du Grand Prix de l'Automobile Club de France 1922 de Strasbourg « catégorie tourisme », avec Henri Rougier, sur C3
- 1923 : Victoire du Critérium Paris-Nice, par Dominique Lamberjack, sur Avions Voisin C4
- 1923 : 5e au Grand Prix de France 1923, avec André Lefèbvre, sur Avions Voisin C6 Laboratoire
- 1927 : Records de vitesse sur l'autodrome de Linas-Montlhéry, sur Avions Voisin des Records

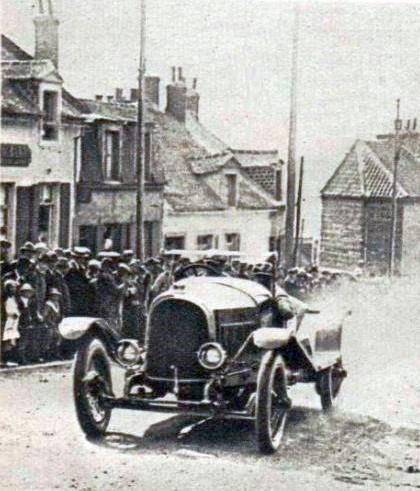
Avions Voisin C1, Coupe Georges Boillot 1920.
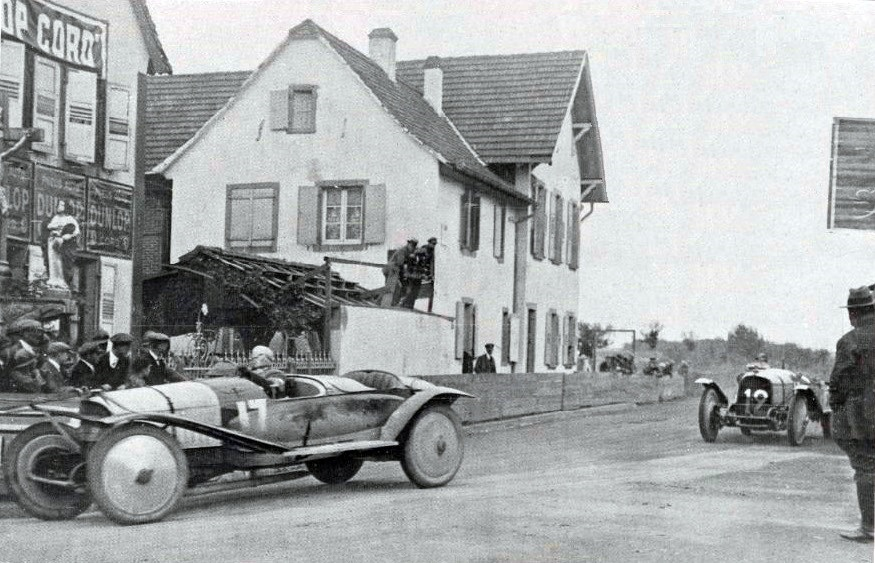
Deux Avions Voisin C3 S au Grand Prix de l'Automobile Club de France 1922 de Strasbourg.
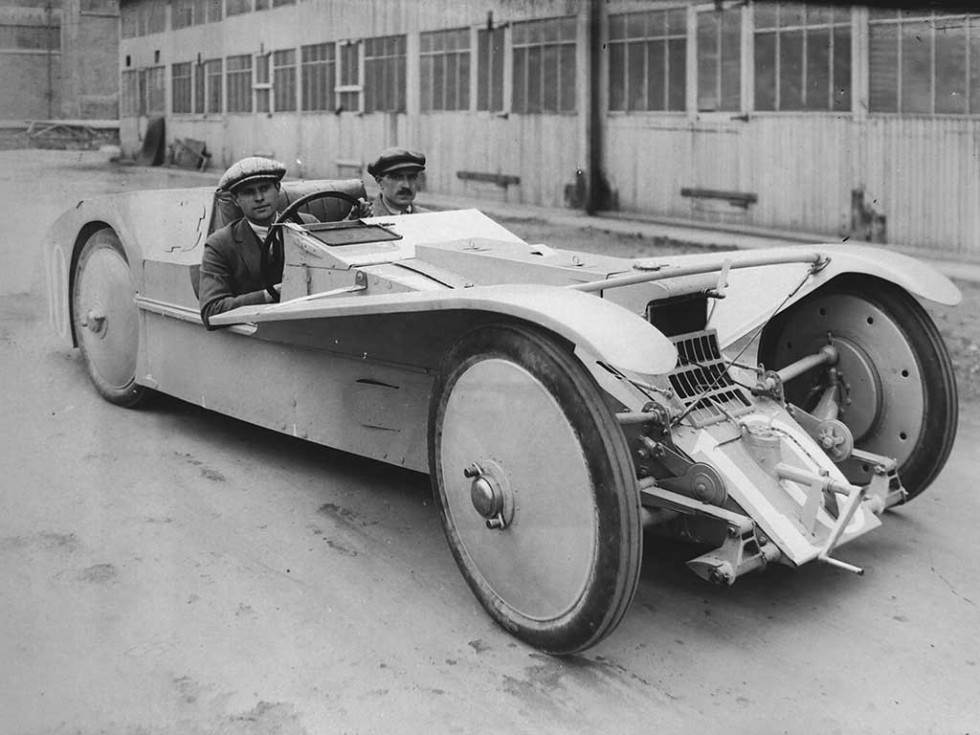
André Lefèbvre et sa C6 Laboratoire (1923).
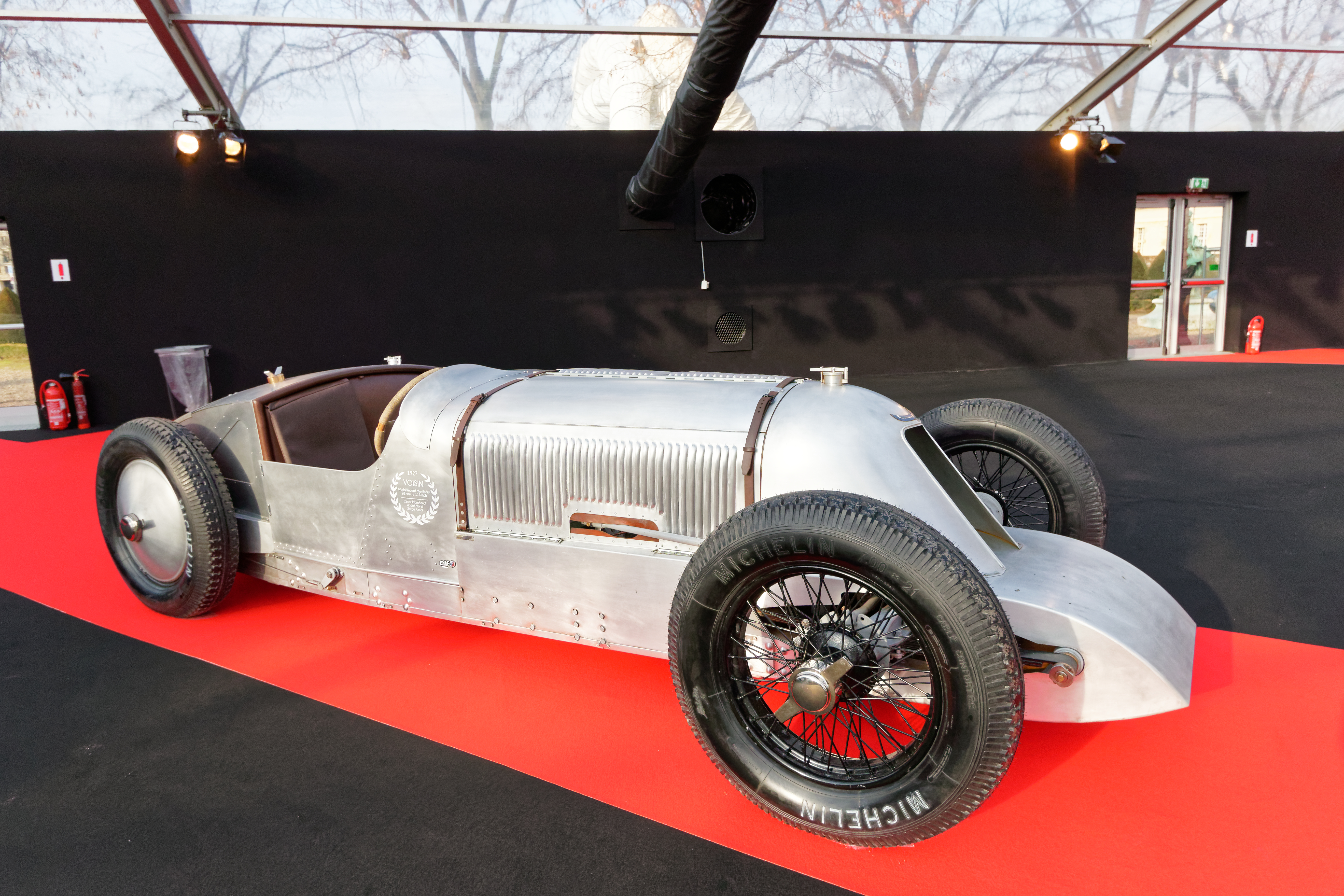
Avions Voisin des Records (1927).
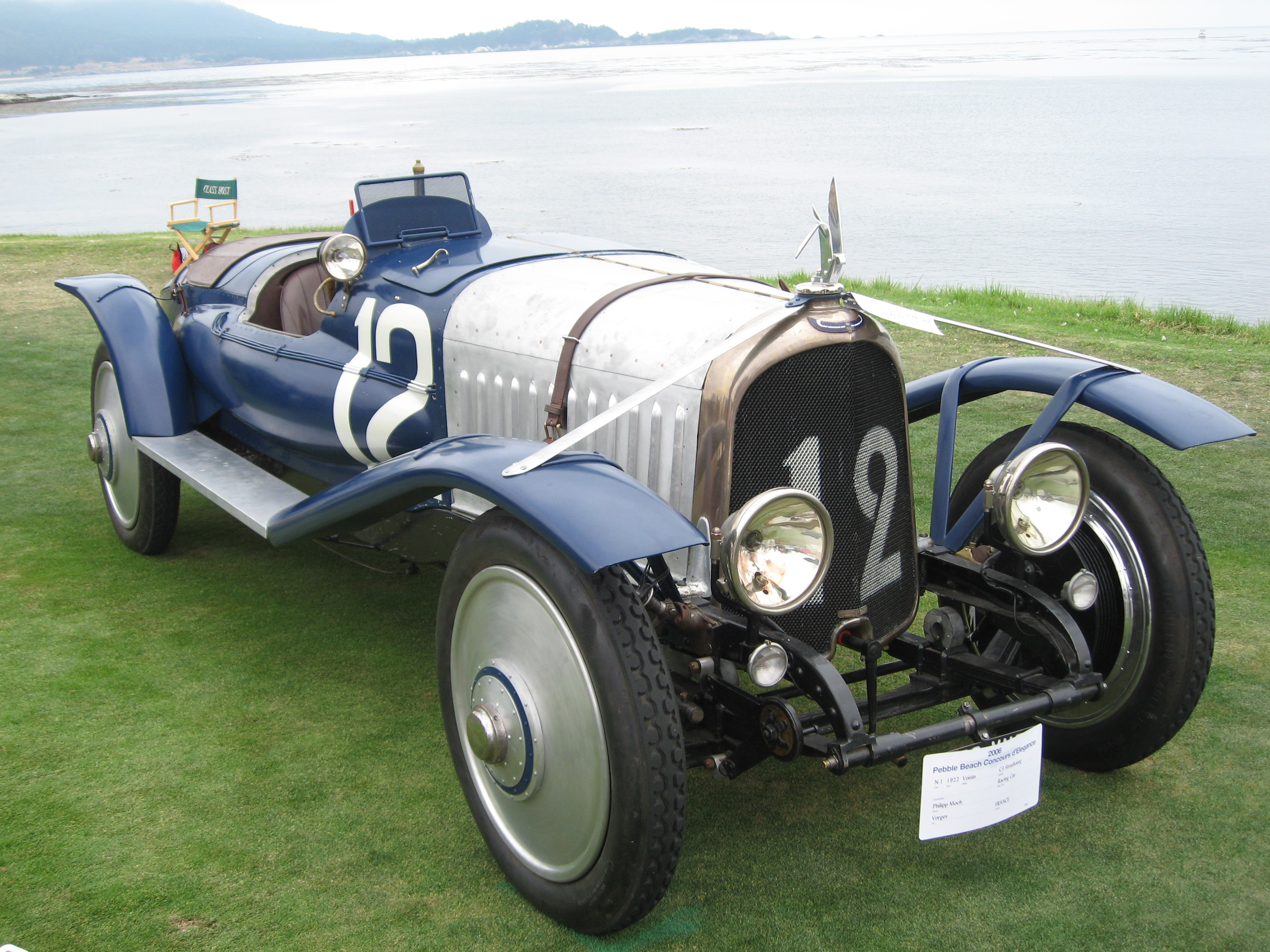
Avions Voisin C3 S (réplique).